# Avitta conspicua
Avitta conspicua är en fjärilsart som beskrevs av John Henry Leech. Avitta conspicua ingår i släktet Avitta och familjen nattflyn. Inga underarter finns listade i Catalogue of Life.